# Burt Young
Pour les articles homonymes, voir Young.
Gerald Tommaso De Louise, dit Burt Young, né le 30 avril 1940 à New York et mort le 8 octobre 2023 à Los Angeles (Californie), est un acteur et boxeur américain. 
Il est principalement connu pour son rôle de Paulie Pennino dans la saga Rocky (1976-2006).

## Biographie

### Carrière
Burt Young passe une période de service dans le Corps des Marines des États-Unis, de 1957 à 1959. Pendant qu'il est dans le Corps des Marines, il remporte 32 sur 34 combats de boxe. Il devient plus tard pro, et compile un dossier 17–0 sous trois alias différents[pas clair]. Son manager est Cus D'Amato . 
ll suit les cours de Lee Strasberg dans l’école d'art dramatique Actors Studio. Après quelques petites apparitions dans des polars tels que Chinatown (1974) et Le Flambeur (1974), le réalisateur Sam Peckinpah révèle le talent de l'acteur dans un rôle d’assassin dans Tueur d'élite (1975), film dans lequel il retrouve un de ses amis : l'acteur James Caan. Il incarne le plus souvent des rôles de plouc de la classe ouvrière italo-américaine. Son jeu solide impressionne le réalisateur John G. Avildsen, qui l'engage pour incarner son personnage le plus significatif : Paulie, le beau-frère de Sylvester Stallone, dans Rocky.
C'est la consécration pour Burt Young, qui se retrouve nommé pour l'Oscar du meilleur acteur dans un second rôle (en parallèle avec Burgess Meredith qui fut nommé pour le rôle de Mickey). Il retrouve ensuite la direction de Sam Peckinpah dans Le Convoi (1978). Sylvester Stallone lui confie à nouveau le rôle de Paulie dans la saga Rocky, il est par ailleurs l'un des trois acteurs (les autres sont Stallone et Tony Burton) à apparaître jusqu'au dernier volet Rocky Balboa. En revanche, il ne revient pas dans Creed : L'Héritage de Rocky Balboa, son personnage étant considéré comme décédé.
Il fait une apparition dans le film mythique Il était une fois en Amérique de Sergio Leone (1984). Après Le Pape de Greenwich Village (1984), la carrière de l'acteur se diversifie. On retrouve ainsi Burt Young autant dans des comédies très légères. Il jouera également le rôle du père de famille dans « Amytiville 2 : Le possédé » (1982).
Après She's So Lovely (1997) de Nick Cassavetes, Burt Young oriente sa carrière vers des films beaucoup plus intimistes. Burt Young apparaît aussi dans beaucoup de séries télévisées comme New York, police judiciaire, Walker, Texas Ranger, M*A*S*H et en guest-star dans un épisode de Deux Flics à Miami.
Il fait également une courte mais mémorable apparition dans la série Les Soprano, dans le rôle d'un gangster vieillissant, le père de Bobby Baccalieri dans la saison 3.

### Vie privée
Burt Young est né dans le Queens, un des quartiers de New York. Il est le fils de Joséphine et Michael, un professeur de magasin au lycée. Il est d'origine italienne. 
Young épouse sa femme Gloria en 1961. Celle-ci décède en 1974. Il a deux enfants dont une fille, Anne Morea et un petit-fils. Il vit à Port Washington, New York.
Il a participé au marathon de New York en 1984.

### Mort
Burt Young meurt le 8 octobre 2023 dans la ville de Los Angeles à l'âge de 83 ans.

## Filmographie

### Cinéma
- 1970 : Carnival of Blood de Leonard Kirtman : Gimpy
- 1971 : Né pour vaincre (Born to Win) d'Ivan Passer
- 1971 : The Gang That Couldn't Shoot Straight de James Goldstone : Willie Quarequio
- 1972 : Meurtre dans la 110e rue (Across 110th Street) de Barry Shear : Lapides
- 1973 : Permission d'aimer (Cinderella Liberty) de Mark Rydell : Maître d'armes
- 1974 : Chinatown de Roman Polanski : Curly
- 1974 : Le Flambeur (The Gambler) de Karel Reisz : Carmine
- 1975 : Murph the Surf (en) de Marvin J. Chomsky : Bernasconi
- 1975 : Tueur d'élite (The Killer Elite) de Sam Peckinpah : Mac
- 1976 : Deux Farfelus à New York (Harry and Walter go to New York) de Mark Rydell : Warden Durgom
- 1976 : Rocky de John G. Avildsen : Paulie Pennino
- 1977 : L'Ultimatum des trois mercenaires (Twilight's Last Gleaming) de Robert Aldrich : Augie Garvas
- 1977 : Bande de flics (The Choirboys) de Robert Aldrich : Scuzzi
- 1978 : Le Convoi (Convoy) de Sam Peckinpah : Pig Pen / Love Machine
- 1978 : Uncle Joe Shannon de Joseph C. Hanwright : Joe Shannon (également scénariste)
- 1979 : Rocky 2 de Sylvester Stallone : Paulie Pennino
- 1980 : La Plage sanglante (Blood Beach) de Jeffrey Bloom (en) : Sergent Royko
- 1981 : Deux Filles au tapis (All the Marbles) de Robert Aldrich : Eddie Cisco
- 1982 : Rocky 3 de Sylvester Stallone : Paulie Pennino
- 1982 : Amityville 2 : Le Possédé (Amityville II: The Possession) de Damiano Damiani : Anthony Montelli
- 1982 : Lookin' to Get Out de Hal Ashby : Jerry Feldman
- 1984 : Il était une fois en Amérique (Once Upon in Time in América) de Sergio Leone : Joe
- 1984 : Over the Brooklyn Bridge de Menahem Golan : Phil
- 1984 : Le Pape de Greenwich Village (The Pope of Greenwich Village) de Stuart Rosenberg : Bed Bug Eddie
- 1985 : Rocky 4 de Sylvester Stallone : Paulie Pennino
- 1986 : À fond la fac (Back to School) d'Alan Metter : Lou
- 1987 : Medium Rare de Paul Madden : Harry
- 1989 : Un fusil pour l'honneur (Blood Red) de Peter Masterson : Andrews
- 1989 : Dernière Sortie pour Brooklyn d'Uli Edel : Big Joe
- 1990 : Le Mariage de Betsy (Betsy's Wedding) d'Alan Alda : Georgie
- 1990 : Rocky 5 de John G. Avildsen : Paulie Pennino
- 1990 : Club Fed (en) de Nat Christian (en) : Warden Boyle
- 1990 : Diving In (en) de Strathford Hamilton : Coach Mack
- 1990 : Bright Angel de Michael Fields (en) : Art
- 1991 : Americano rosso d'Alessandro D'Alatri : George Maniago
- 1992 : Alibi perfetto d'Aldo Lado : Mancini
- 1993 : Excessive Force de Jon Hess : Sal DiMarco
- 1994 : Berlin '39 de Sergio Sollima : Werner
- 1996 : Grand Nord (Tashunga) de Nils Gaup : Reno
- 1997 : Heaven Before I Die de Izidore K. Musallam : Pollof
- 1997 : Rouge sang (Red-Blooded American Girl II) de David Blyth : Roy
- 1997 : She's So Lovely de Nick Cassavetes : Lorenzo
- 1997 : J'ai épousé un croque-mort (The Undertaker's Wedding) de John Bradshaw : Alberto
- 1999 : Loser Love : Sydney Delacroix
- 1999 : Mickey les yeux bleus (Mickey Blue Eyes) de Kelly Makin : Vito Graziosi
- 2000 : Table One de Michael Scott Bregman : Frankie Chips
- 2000 : Blue Moon de John A. Gallagher : Bobby
- 2000 : Very Mean Men de Tony Vitale : Dominic Piazza
- 2001 : Cugini de John Gigante : Pasquale Cugini
- 2001 : The Boys of Sunset Bridge de Doug McKeon : Hank Bartlowski
- 2002 : Checkout de Mark Foggetti : Oncle Louie
- 2002 : Pluto Nash de Ron Underwood : Gino
- 2002 : Embrassez la mariée ! (Kiss the Bride) de Vanessa Parise : Santo Sposato
- 2003 : Crooked Lines de Harry O'Reilly : Mike Ameche
- 2004 : The Wager de Sigur-Bjorn : Jack Stockman
- 2004 : Land of Plenty de Wim Wenders : Sherman
- 2005 : Transamerica de Duncan Tucker : Murray
- 2005 : Nicky's Game : Leo Singer
- 2006 : Rocky Balboa de Sylvester Stallone : Paulie Pennino
- 2007 : Blue Lake Massacre de Michael Saquella : Pops
- 2007 : Il nascondiglio de Pupi Avati
- 2007 : Fanatique (Hack!) : J.T. Battes
- 2007 : Go Go Tales d'Abel Ferrara : Murray
- 2007 : Oliviero Rising : Santino
- 2008 : Carnera: The Walking Mountain : Lou Soresi
- 2009 : New York, I Love You : Landlord
- 2011 : Les Winners (Win Win) de Tom McCarthy : Leo Poplar
- 2014 : Rob the Mob : Joey D
- 2017 : The Neighborhood : Jingles
- 2018 : Sarah Q : Grand-père
- 2018 : The Amityville Murders de Daniel Farrands : Brigante
- 2019 : Tapestry : Ian
- 2019 : Stano : Scaleri
- 2019 : Road to the Lemon Grove : Zio Vincenzo
- 2019 : Charlie Boy : Luca
- 2019 : Vault : Casse contre la mafia: Don Ruggiero

### Télévision
- 1973 : M*A*S*H (Série) : Lt. Willis
- 1973 : Manhattan poursuite (The Connection) (Téléfilm) : Ernie
- 1974 : The Great Niagara (Téléfilm) : Ace Tully
- 1975 : Racolage (Hustling) (Téléfilm) : Gustavino
- 1975-1976 : Baretta (Série) : Willy / Johnny Checco / Solomon
- 1976 : 200 dollars plus les frais (Série) : Stuart Gaily
- 1976 : Woman of the year (Téléfilm) : Ralph Rodino
- 1976 : Serpico (Série) : Alec Rosen
- 1978 : Daddy, I Don't Like It like This (Téléfilm) : Rocco Agnelli
- 1980 : Murder Can Hurt You (Téléfilm) : Lt. Palumbo
- 1984 : Deux Flics à Miami (Miami Vice) (Série) : Lupo Ramirez
- 1985 : Equalizer (Série) : Louie Ganucci
- 1985 : Un singe à la maison (A Summer to Remember) (Téléfilm) : Fidel Fargo
- 1986 : Alfred Hitchcock présente (Alfred Hitchcock présents) (Série) : Ed Fratus
- 1987 : Roomies (Série) : Nick Chase
- 1991 : Vendetta: Secrets of a Mafia Bride (Téléfilm) : Vincent Dominici
- 1992 : Les contes de la crypte (Tales from Crypt) (Série) : Don
- 1993 : Double Deception (Téléfilm) : Zimmer
- 1993 : Vendetta II: The New Mafia (Téléfilm) : Vincent Dominici
- 1994 : Columbo change de peau (Columbo Undercover) (Téléfilm) : Mo Weinberg
- 1994-1997 : Walker, Texas Ranger (Série) : Jack Belmont
- 1997 : Au-delà du réel (The Outer Limits) (Série) : Capitaine Parker
- 1997 : Le Dernier Parrain (The Last Don) (série) : Virginio Ballazzo
- 1997 : Les Ailes de l'amour (Before Women Had Wings) (téléfilm) : Louis Ippolito
- 1997 : New York, police judiciaire (Law & Order) (Série) : Lewis Darnell
- 1997 : Firehouse (Téléfilm) : Chef Frank Shea
- 1998 : Cuori in Campo (Téléfilm) : Gallagher
- 2001 : Les Soprano (Série) : Bobby Baccalieri Sr
- 2009 : New York, unité spéciale (Law & Order) (Série) : Eddie Mack
- 2019 : Poupée russe (Russian Dolls) : Joe

## Voix francophones
En version française, Burt Young est doublé entre 1976 et 2006 par Serge Sauvion, qui lui prête sa voix dans Tueur d'élite, la saga Rocky, Il était une fois en Amérique et Grand Nord.
L'acteur est également doublé par Pierre Trabaud dans Bande de flics, L'Ultimatum des trois mercenaires et Le Convoi, Michel Fortin dans le second doublage d'Il était une fois en Amérique et Pluto Nash, ainsi que par Jacques Ferrière dans La Plage sanglante, Jacques Dynam dans Deux filles au tapis, Henry Djanik dans Amityville 2 : Le Possédé, Jacques Deschamps dans À fond la fac, Claude Joseph dans Les Contes de la crypte, Serge Lhorca dans Columbo change de peau, Jean Fontaine dans Mickey les yeux bleus.